# Asian Club Championship 1967
Asian Club Championship 1967 là lần đầu tiên giải vô địch câu lạc bộ châu Á được tổ chức bởi AFC. Sáu đội bóng vô địch giải quốc nội đến từ sáu quốc gia tham dự giải đấu.
Hapoel Tel Aviv F.C. (ISR) đã trở thành nhà vô địch châu Á đầu tiên sau khi đánh bại Selangor FA (MLY) trong trận chung kết.

## Kết quả

### Vòng 1
- Đại diện của  Ấn Độ và  Iran rút lui.

| Đội 1                  | TTS  | Đội 2             | Lượt đi | Lượt về |
| ---------------------- | ---- | ----------------- | ------- | ------- |
| Selangor FA            | 2–1  | Hải Quan          | 0–01    | 2–12    |
| Nam Hoa                | 1–2  | Ngân hàng Bangkok | 1–03    | 0–24    |
| Korea Tungsten Company | miễn |                   |         |         |
| Hapoel Tel Aviv        | miễn |                   |         |         |

1: trận đấu diễn ra vào ngày 6 tháng 5

2: trận đấu diễn ra vào ngày 3 tháng 6

3: trận đấu diễn ra vào ngày 18 tháng 5

4: trận đấu diễn ra vào ngày 27 tháng 5

### Vòng 2
| Đội 1                  | TTS  | Đội 2             | Lượt đi | Lượt về |
| ---------------------- | ---- | ----------------- | ------- | ------- |
| Selangor FA            | 1–0  | Ngân hàng Bangkok | 1–01    | 0–02    |
| Korea Tungsten Company | miễn |                   |         |         |
| Hapoel Tel Aviv        | miễn |                   |         |         |

1: trận đấu diễn ra vào ngày 15 tháng 7

2: trận đấu diễn ra vào ngày 29 tháng 7

### Bán kết
| Đội 1                  | TTS  | Đội 2       | Lượt đi | Lượt về |
| ---------------------- | ---- | ----------- | ------- | ------- |
| Korea Tungsten Company | 0–1  | Selangor FA | 0–01    | 0–12    |
| Hapoel Tel Aviv        | miễn |             |         |         |

1: trận đấu diễn ra vào ngày 16 tháng 9

2: trận đấu diễn ra vào ngày 21 tháng 10

### Chung kết
| Hapoel Tel Aviv                                   | 2–1 | Selangor FA |
| ------------------------------------------------- | --- | ----------- |
| Dani Borsuk 70' · Yaakov Rachminovich 75' (ph.đ.) |     | Aslim 50'   |

## Nhà vô địch
| Asian Club Championship 1967 Hapoel Tel Aviv Lần đầu tiên |